# Raorchestes
A Raorchestes a kétéltűek (Amphibia) osztályába, a békák (Anura) rendjébe és az evezőbékafélék (Rhacophoridae) családjába tartozó nem. 

## Előfordulásuk
A nembe tartozó fajok Dél- és Délkelet-Ázsiában, India déli részétől Nepálig, Mianmarig, Thaiföldig, valamint Laosztól Kína déli területeiig, továbbá Vietnámban és Malajzia nyugati részén honosak. Különösen nagy változatosságban fordulnak elő India Nyugati-Ghátok hegyvonulatában. A nemnek csak négy faját figyelték meg Délkelet-Ázsiában és Kínában, ezeknek is egyharmada a mianmari elterjedési terület része.
A nem után a Nyugati-Ghátokban folytatott kiterjedt kutatások arra utalnak, hogy a nembe tartozó fajok számát jelentősen alábecsülték. Egy tanulmány eredményei azt a feltételezést támasztják alá, hogy a Nyugati-Ghátok elszigetelt masszívumai jelentős szerepet játszottak a nem fajainak elkülönülésében.

## Nevének eredete
A Raorchestes nevet C.R. Narayan Rao indiai zoológus tiszteletére a Rao névből, és a Rhacophoridae család Johann Jakob von Tschudi által elsőként leírt nemének nevéből, az Orchestes szóból alkották.

## Taxonómiai helyzete
A nem 2010-ben történt leírása előtt, a jelenleg a Raorchestes nembe tartozó fajok a már nem létező Ixalus nemhez, valamint a Philautus és a Pseudophilautus nemhez tartoztak. Egy friss tanulmány a Raorchestes nemet a Pseudophilautus nem testvércsoportjaként határozza meg.

## Rendszerezés
A nembe az alábbi fajok tartoznak:
- Raorchestes agasthyaensis Zachariah, Dinesh, Kunhikrishnan, Das, Raju, Radhakrishnan, Palot & Kalesh, 2011
- Raorchestes akroparallagi (Biju & Bossuyt, 2009)
- Raorchestes anili (Biju & Bossuyt, 2006)
- Raorchestes annandalii (Boulenger, 1906)
- Raorchestes archeos Vijayakumar, Dinesh, Prabhu & Shanker, 2014
- Raorchestes aureus Vijayakumar, Dinesh, Prabhu & Shanker, 2014
- Raorchestes beddomii (Günther, 1876)
- Raorchestes blandus Vijayakumar, Dinesh, Prabhu & Shanker, 2014
- Raorchestes bobingeri (Biju & Bossuyt, 2005)
- Raorchestes bombayensis (Annandale, 1919)
- Raorchestes chalazodes (Günther, 1876)
- Raorchestes charius (Rao, 1937)
- Raorchestes chlorosomma (Biju & Bossuyt, 2009)
- Raorchestes chotta (Biju & Bossuyt, 2009)
- Raorchestes chromasynchysi (Biju & Bossuyt, 2009)
- Raorchestes coonoorensis (Biju & Bossuyt, 2009)
- Raorchestes crustai Zachariah, Dinesh, Kunhikrishnan, Das, Raju, Radhakrishnan, Palot & Kalesh, 2011
- Raorchestes dubois (Biju & Bossuyt, 2006)
- Raorchestes echinatus Vijayakumar, Dinesh, Prabhu & Shanker, 2014
- Raorchestes flaviocularis Vijayakumar, Dinesh, Prabhu & Shanker, 2014
- Raorchestes flaviventris (Boulenger, 1882)
- Raorchestes ghatei Padhye, Sayyed, Jadhav & Dahanukar, 2013
- Raorchestes glandulosus (Jerdon, 1853)
- Raorchestes graminirupes (Biju & Bossuyt, 2005)
- Raorchestes griet (Bossuyt, 2002)
- Raorchestes gryllus (Smith, 1924)
- Raorchestes hassanensis Dutta, 1985
- Raorchestes honnametti Gururaja,Priti, Roshmi & Aravind, 2016
- Raorchestes indigo Vijayakumar, Dinesh, Prabhu & Shanker, 2014
- Raorchestes jayarami (Biju & Bossuyt, 2009)
- Raorchestes johnceei Zachariah, Dinesh, Kunhikrishnan, Das, Raju, Radhakrishnan, Palot & Kalesh, 2011
- Raorchestes kadalarensis Zachariah, Dinesh, Kunhikrishnan, Das, Raju, Radhakrishnan, Palot & Kalesh, 2011
- Raorchestes kaikatti (Biju & Bossuyt, 2009)
- Raorchestes kakachi Seshadri, Gururaja & Aravind, 2012
- Raorchestes leucolatus Vijayakumar, Dinesh, Prabhu & Shanker, 2014
- Raorchestes longchuanensis (Yang & Li, 1978)
- Raorchestes luteolus (Kuramoto & Joshy, 2003)
- Raorchestes manipurensis (Mathew & Sen, 2009)
- Raorchestes manohari Zachariah, Dinesh, Kunhikrishnan, Das, Raju, Radhakrishnan, Palot & Kalesh, 2011
- Raorchestes marki (Biju & Bossuyt, 2009)
- Raorchestes menglaensis (Kou, 1990)
- Raorchestes munnarensis (Biju & Bossuyt, 2009)
- Raorchestes nerostagona (Biju & Bossuyt, 2005)
- Raorchestes ochlandrae (Gururaja, Dinesh, Palot, Radhakrishnan & Ramachandra, 2007)
- Raorchestes parvulus (Boulenger, 1893)
- Raorchestes ponmudi (Biju & Bossuyt, 2005)
- Raorchestes primarrumpfi Vijayakumar, Dinesh, Prabhu & Shanker, 2014
- Raorchestes ravii Zachariah, Dinesh, Kunhikrishnan, Das, Raju, Radhakrishnan, Palot & Kalesh, 2011
- Raorchestes resplendens Biju, Shouche, Dubois, Dutta & Bossuyt, 2010
- Raorchestes sahai (Sarkar & Ray, 2006)
- Raorchestes shillongensis (Pillai & Chanda, 1973)
- Raorchestes signatus (Boulenger, 1882)
- Raorchestes sushili (Biju & Bossuyt, 2009)
- Raorchestes terebrans (Das & Chanda, 1998)
- Raorchestes theuerkaufi Zachariah, Dinesh, Kunhikrishnan, Das, Raju, Radhakrishnan, Palot & Kalesh, 2011
- Raorchestes thodai Zachariah, Dinesh, Kunhikrishnan, Das, Raju, Radhakrishnan, Palot & Kalesh, 2011
- Raorchestes tinniens (Jerdon, 1854)
- Raorchestes travancoricus (Boulenger, 1891)
- Raorchestes tuberohumerus (Kuramoto & Joshy, 2003)
- Raorchestes uthamani Zachariah, Dinesh, Kunhikrishnan, Das, Raju, Radhakrishnan, Palot & Kalesh, 2011

## Megjelenésük

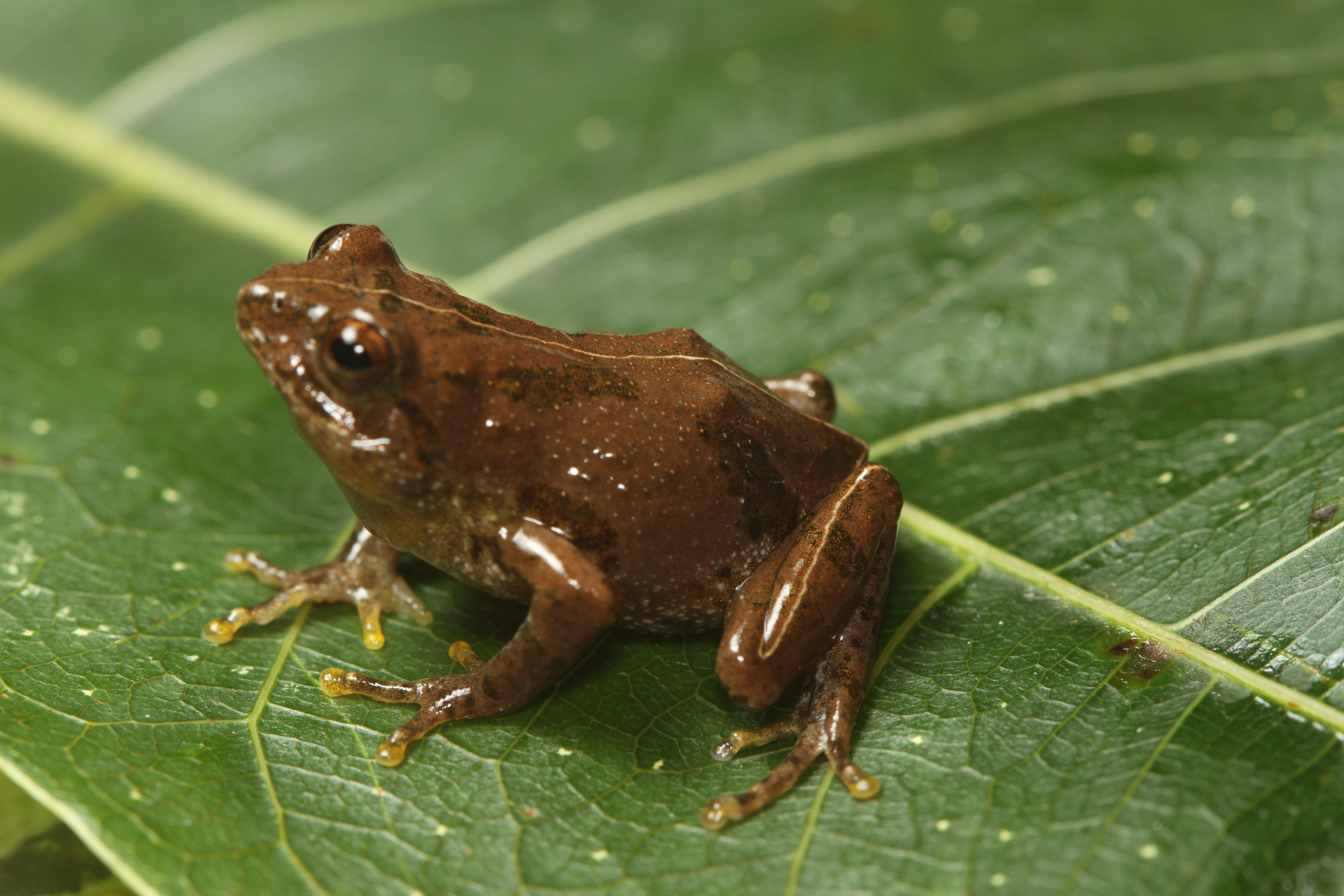
Raorchestes echinatus

A Raorchestes nembe tartozó fajok éjjeli életmódot folytató, viszonylag kis méretű békák. A kifejlett egyedek hossza 15–45 mm. A hímeknek nagy méretű áttetsző hanghólyagjuk van. Az eddig leírt fajok közvetlen kifejlődésűek, azaz életciklusukból hiányzik a szabadon úszó ebihal állapot. A petékből, az ebihal-fázis kihagyásával egyből kis békák kelnek ki, emiatt kevésbé függenek a víz jelenlététől. A Raorchestes tinniens petéi 36 nap alatt kelnek ki, a hőmérséklet nagy szerepet játszik a kifejlődéshez szükséges időben.

## Természetvédelmi helyzete
A Természetvédelmi Világszövetség felmérése szerint a Raorchestes nem számos faja súlyosan veszélyeztetett, egy fajt, a Raorchestes travancoricus fajt pedig már kihaltnak tekintették, bár a fajt 2004-ben újra felfedezték. A nem számos faja tartozik a súlyosan veszélyeztetett, a veszélyeztetett és a sebezhető kategóriába. Az Amphibian Specialist Group „elveszett békák” listáján (azok a fajok, melyeket már évtizedek óta nem láttak) tíz a Raorchestes nembe tartozik. Mivel a nem fajainak egy részét csak az utóbbi 15 évben írták le, a természetvédelemre, és a fajok élettörténetére vonatkozó adatok meglehetősen szegényesek. A nem több fajának elterjedési területe nagyon kicsi, élőhelyük csak egy apró területre szorítkozik, emiatt nehéz az egész nemre vonatkozó általános természetvédelmi szabályokat alkotni.
A Raorchestes nem több faja mind védett területeken, mind mezőgazdaságilag hasznosított földeken megtalálható.